# Chrysoprasis festiva
Chrysoprasis festiva là một loài bọ cánh cứng trong họ Cerambycidae.